# Internet Interdisciplinary Institute
L'Internet Interdisciplinary Institute, també conegut per les seves sigles IN3, és un centre de recerca de la Universitat Oberta de Catalunya. Està especialitzat en l'estudi d'Internet i dels efectes de l'era digital en l'activitat humana. Acull 11 grups de recerca i està ubicat al centre de Recerca i Innovació de la UOC al Poblenou.

## Història
Nascut l’any 2000, de la mà de Gabriel Ferraté (rector de la UOC i president de l’IN3) i Imma Tubella (vicerectora de Recerca de la UOC i vicepresidenta de l’IN3), va ser el primer centre de recerca de la UOC. Dos anys després, Joan Torrent Sellens defensaria la primera tesi doctoral vinculada a aquest centre de recerca.
El 2003 es va inaugurar la seva primera seu, ubicada al Parc Mediterrani de la Tecnologia de Castelldefels i el 2007 es van fer públics els resultats del Projecte Internet Catalunya, el seu primer gran projecte de recerca. L'any 2008 Manuel Castells Oliván es va incorporar com a nou director del centre, i va reestructurar-ne l'organització interna. El 2010 van traslladar part de l'equip a l'edifici Media-Tic de Barcelona.
L'any 2014 el centre va entrar a formar part de la xarxa Global Network of Internet and Society Research Centers.
El 2016 s'incorpora David Megías com a nou director del centre, i es creen o s'estabilitzen deu grups de recerca, CareNet, CNSC, CoSIN3, DIMMONS, GenTIC, ICSO, KISON, SOM Research Lab, TURBA Lab i WiNe. El 2023 l'in3 es va establir a Can Jaumandreu, la seu de la UOC al barri del Poblenou de Barcelona.